# Тестикулярный микролитиаз

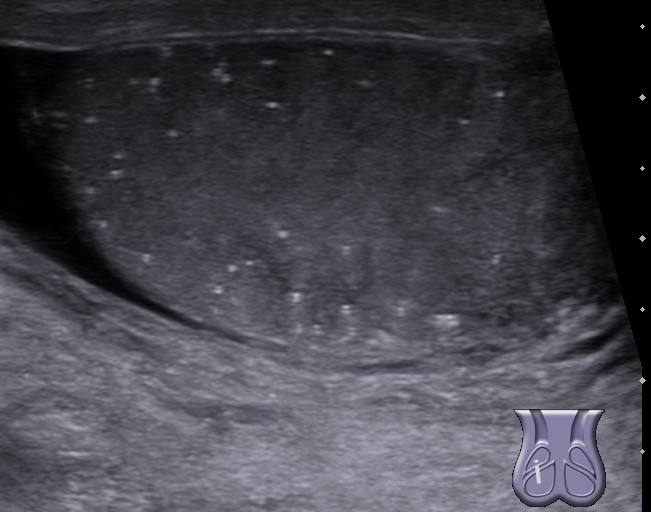
ультразвуковое изображение

Тестикулярный микролитиаз (Киста яичка) – одна из болезней в большом специализированном разделе медицины. Парными мужскими половыми железами тестикулами (яичками) и парными секреторными органами эпидидимисами (придатками яичка) вырабатываются сперматозоиды, а также – некоторая часть гормон тестостерон. В верхних фрагментах желез, в части их придатков, а также по направлению вдоль семенного канатика создается благополучная среда для кисты яичка – своеобразной полости с фиброзной оболочкой, с содержимым жидкого плана. Кисты яичка – это доброкачественные опухолевидные образования.
Это одно из самых распространенных заболеваний мошонки. Они обнаруживаются приблизительно у трети обследованных пациентов. Для обнаружения их достаточно ультразвукового исследования мошонки. При кистах придатков яичек и семенных канатиков выраженной клинической картины, как и признаков внешнего характера, обычно нет. Иногда заметно деформируется мошонка, есть ряд других симптомов. Пациент в большинстве случаев обращается к урологу-андрологу при болевых синдромах. Сами кисты незаслуженно не считаются поводом обращения к специалисту. Но такое отношение понятно, ведь эти образования не обладают никакой симптоматикой и обнаруживаются во время диспансеризации, благодаря осмотру уролога.